# Valea Capelei, Harghita
Valea Capelei (maghiară Kápolnapatak) este un sat în comuna Lunca de Jos din județul Harghita, Transilvania, România.
 Acest articol despre o localitate din județul Harghita este deocamdată un ciot. Puteți ajuta Wikipedia prin completarea lui.